# Montbasin
Montbasin (en francès, forma oficial Montbazin) és un municipi occità del Llenguadoc, situat al departament de l'Erau i a la regió d'Occitània.